# Víctor Fernández Freixanes
Víctor Fernández Freixanes (24 de agosto de 1951) es un escritor español en lengua gallega, periodista, editor y profesor de universidad, premio Torrente Ballester en 1993.

## Biografía

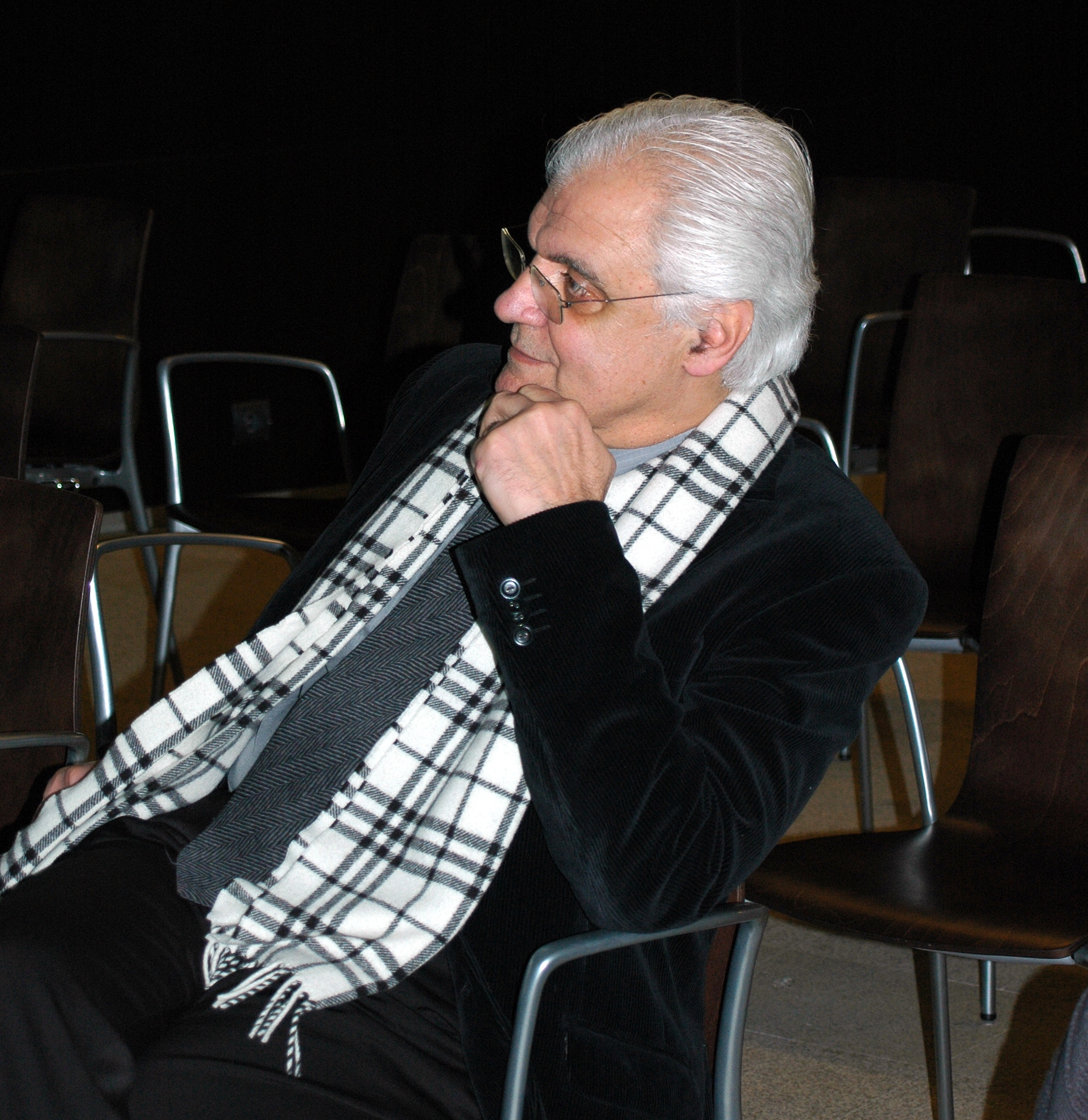
Freixanes en 2009.

Hermano del pintor vanguardista Xosé María Fernández Freixanes, nació en la ciudad de Pontevedra en agosto de 1951. Acudió a la Universidad de Santiago de Compostela (USC) para licenciarse en Filosofía y Letras y posteriormente doctorarse en Filología Románica, aunque también llegó a cursar estudios de Geografía e historia y Periodismo.
Tras su estancia en Madrid regresó a Santiago de Compostela en 1974, donde dirigió el Aula de Teatro de la Universidad de Santiago de Compostela durante unos meses hasta su traslado a Vigo en 1975. En la ciudad más grande de Galicia desempeñó funciones de redactor y director del Departamento de Actividades Culturales de Radio Popular Vigo hasta 1980 (proseguió encargándose de los comentarios políticos y de opinión durante ocho años más), estando muy marcado por su afán de normalización del idioma gallego en los medios de comunicación de masas, y ejerció como profesor colaborador en el Instituto de Ciencias de la Educación (ICE) dependiente de la USC. Además, entre 1986 y 1987 trabajó como director del programa televisivo A trabe de Ouro, emitido por la Televisión de Galicia. 
A partir de 1988, Freixanes comenzó a mostrar mayor interés y a introducirse en el mundo de las ediciones. En 1989 se le concedió el puesto de director general de Edicións Xerais, que desarrollará hasta 1993, y como tal creó la colección de periodismo Crónica. Entre 1994 y 1998, ejerció a como director general de Alianza Editorial, siendo el principal impulsor de la colección Alianza Actualidad, y como director del área literaria del Grupo Anaya. Tras el fallecimiento de Carlos Casares, pasa a dirigir la Editorial Galaxia en 2002.
Ostentó la presidencia de la Real Academia Galega desde marzo de 2017 a abril de 2025.

## Lenguaje y obras

### Lengua literaria
Uno de los rasgos más característicos e individualizadores de las novelas escritas por Freixanes es la peculiar lengua literaria empleada por este. Utiliza un lenguaje envolvente y con tendencia a la voluptuosidad, en el que la reiteración de palabras clave y el marcado ritmo de sus textos originan una prosa inconfundible y plagada de signos de identidad propios del autor.

### Obras
- Unha ducia de galegos (1976): es su primer libro publicado y el que hace que Freixanes comience a ser conocido en el ambiente cultural del momento. Se trata de una creación en la que la influencia periodística es todavía muy importante, aunque el escritor trata de construir un ensayo en el que se plasme su visión personal sobre la historia reciente del galleguismo. En él se recogen las entrevistas realizadas a doce personalidades muy diversas vinculadas a la cultura gallega, como Otero Pedrayo, Alonso Montero, Carlos Casares, Luís Seoane y Xosé Manuel Beiras. Del libro se vendieron al poco tiempo de su salida al mercado dos ediciones y fue traducido al castellano.

- O fresco. Memorias dun fuxido (1980): se trata de una obra basada en la reconstrucción de la trágica experiencia de Manuel González Fresco, famoso tirador y líder del maquis antifranquista que operaba en la cadena montañosa que va desde Vigo hasta Puenteareas tras la Guerra Civil española. Con este texto, Freixanes quedó finalista en el Premio Internacional de Prensa de Niza.

- O enxoval da noiva (1988): esta obra, mal acogida e incluso ignorada por parte del público y la crítica gallega, se encuentra ambientada en la Italia renacentista. Este hecho provocó una cierta decepción y descontento entre los lectores seguidores de Freixanes, quienes estaban acostumbrados a otra temática.

- O triángulo inscrito na circunferencia: esta obra literaria es la primera de las novelas escritas por Freixanes y durante mucho tiempo fue considerada como la pieza clave de la narrativa gallega contemporánea.[cita requerida] Con ella ganó el Premio Blanco Amor en el año 1981 y el Premio de la Crítica de narrativa gallega en 1982.

La acción de esta obra se sitúa entre la ciudad de Santiago de Compostela del año 1829, dominada por las facciones oscurantistas del Ejército y la Iglesia, y Vilanova de Alba, una localidad costera que se levante frente a Compostela como promesa de un nuevo futuro.

Velaí a nau capitana, a fermosa nau de don Bartolomeu, Almirante das Novas Indias, bravo e guerreiro coma outro non houbo. Velaí vai a Virxe Branca do Mar, pendón e insignias de gala, como cando entrou na porta da Habana logo de loitar e vencer o destemido holandés.
Víctor Fernandez Freixanes, O triángulo inscrito na circunferencia, capítulo 1

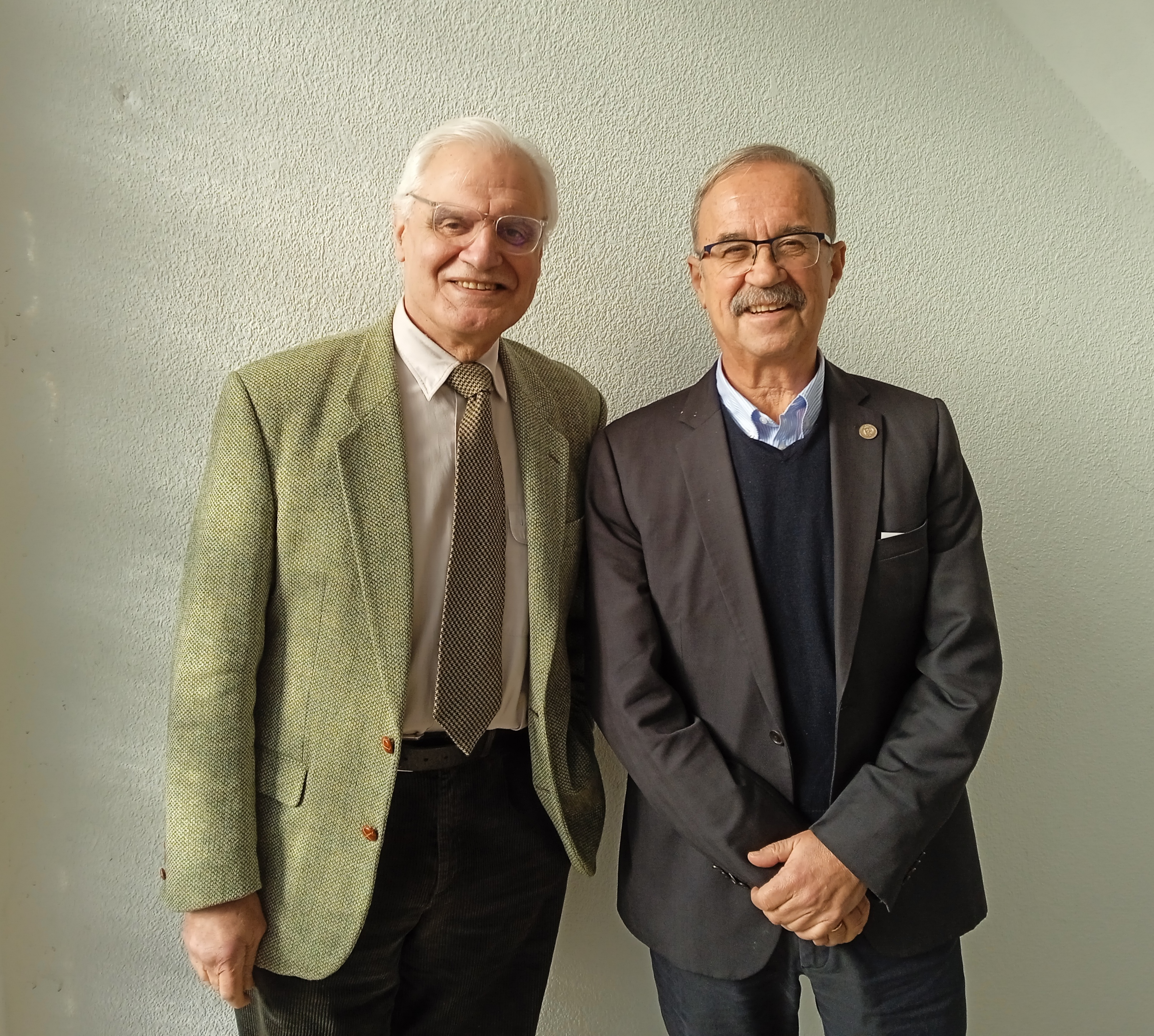
Freixanes y Juan Manuel Lema Rodicio, presidentes, respectivamente, de la Real Academia Gallega y de la Real Academia Gallega de Ciencias en 2023.

- A cidade dos Césares: con esta novela el escritor vuelve a emplear un argumento gallego, aunque esta ocasión y al igual que muchas novelas de principios de los noventa, los protagonistas son los gallegos que por motivos político-económicos se vieron en la obligación de abandonar su lugar de origen. Profundizando en mayor medida en los hechos históricos, se puede decir que la novela trata los acontecimientos desencadenados por la emigración colonizadora de un grupo de gallegos que salen de La Coruña en 1779 para dirigirse a la Patagonia, estimulados por los ministros del monarca Carlos III.

Sin embargo, una considerable parte del relato es un largo flash-back hecho cien años más tarde de esta emigración a tierras americanas, cuando dos de los integrantes de este grupo de emigrantes acuden, ya fallecidos, a la batalla capitaneada por el argentino general Vintter que finalizará con la reducción de los indígenas pobladores de aquella zona. Es aquí cuando Freixanes intenta transmitir la sensación de que el hombre es el protagonista y la víctima al mismo tiempo de la rueda de la Historia y que la condición tiende a la repetición de los errores que ya fueron cometidos en etapas del pasado.
Es una novela de difícil clasificación, que no puede encuadrarse bajo ninguna definición genérica. Sin embargo, se puede matizar que se encuentra cercana a la epopeya y a la novela histórica.
Con esta creación literaria, Freixanes obtuvo el Premio de Narrativa G. Torrente Ballester en el año 1992. Pero este hecho no sólo supuso el reconocimiento correspondiente al escritor pontevedrés, sino que era la primera vez que una obra literaria escrita en lengua gallega obtenía este galardón, quedando patente el gran desenvolvimiento que la narrativa gallega había experimentado desde hacía unos cuantos años hasta el punto de poder competir con obras escritas en lenguas de mayor tradición literaria y con situaciones sociolingüísticas normalizadas.